# Alkalose
Bij alkalose is het bloed te basisch: de pH, de zuurgraad van het bloed, is te hoog. De oorzaak kan zowel een tekort aan zure stoffen als een teveel aan basische stoffen zijn. Het tegengestelde is een acidose: het bloed is dan te zuur.
Een alkalose kan in grote lijnen op twee manieren ontstaan: respiratoir of metabool. Een respiratoire alkalose wordt veroorzaakt doordat er te veel koolzuur uit het bloed wordt verwijderd door te veel CO2 uit te ademen: hyperventilatie. Een metabole alkalose kan tal van oorzaken hebben die niet met de ademhaling samenhangen.
Beide mechanismen kunnen elkaar tot zekere hoogte compenseren: een metabole alkalose wordt respiratoir gecompenseerd door minder snel te ademen, waardoor minder koolzuur wordt uitgeademd. Een respiratoire alkalose kan door de nieren metabool gecompenseerd worden door zuur vast te houden. Als er sprake is van volledige compensatie dan is de pH normaal, maar toch is er sprake van een chemische onbalans. Deze is gedefinieerd als de base excess. Die geeft namelijk alleen de metabole component aan: hij is verhoogd bij een metabole alkalose en verlaagd ('base deficit') bij een metabole acidose.

## Algemene gevolgen van alkalose
- compensatie door het lichaam.
- vasoconstrictie in de hersenen met als gevolg:
  - zuurstoftekort in de hersenen.
  - hersenbeschadiging met name bij oudere personen.
  - 'licht' of 'tintelend' gevoel in het hoofd.
  - insult met willekeurige beweging van de ledematen.

## Respiratoire alkalose

### Oorzaken
- compensatie van een metabole acidose.
- te snelle ademhaling of beademing waardoor hypocapnie ontstaat.

### Gevolgen
- Metabole acidose als compensatie reactie door het lichaam.
- alle gevolgen die kenmerkend zijn voor hyperventilatie.

## Metabole alkalose

### Oorzaken
- compensatie als reactie op respiratoire acidose.
- hyperventilatie met als gevolg hypocapnie.
- ketose.
- keton-alkalose ten gevolge van een te hoge bloedsuikerspiegel.

### Gevolgen
- respiratoire acidose als compensatie reactie door het lichaam.